# VC Sneek
VC Sneek – żeński klub piłki siatkowej z Holandii. Swoją siedzibę ma w Sneek. 

## Sukcesy
Mistrzostwo Holandii:
- 1985, 1986, 1987, 1988, 1989, 1990, 1991, 1992, 2015, 2016
- 2012, 2017, 2019
- 2014, 2021

Puchar Holandii:
- 1986, 1987, 1988, 1989, 2014, 2017

Superpuchar Holandii:
- 2014, 2015